# 獰貓屬
狞猫属（学名：Caracal）是猫科下的一属，包含狞猫和非洲金猫两个物种。基因分析显示狞猫和非洲金猫是近亲，并于540万年前分化。